# Marele Premiu al Arabiei Saudite
Marele Premiu al Arabiei Saudite (arabă جائزة السعودية الكبرى) este o cursă de Formula 1 care a avut loc pentru prima dată în 2021. Ediția inaugurală a evenimentului a avut loc la Djedda, în Arabia Saudită. A fost a cincea cursă întreagă de noapte din calendarul de Formula 1, după Marele Premiu al statului Singapore, Bahrainului, Sakhirului și Qatarului.

## Istoric
În august 2019, au fost făcute publice planurile pentru construirea unui complex permanent de sport cu motor în orașul Qiddiya. Proiectul a fost conceput de Test and Training International, o companie de consultanță în sport cu motor condusă de fostul pilot de Formula 1, Alexander Wurz, cu obiectivul de a crea un circuit de clasă mondială capabil să găzduiască toate categoriile FIA până la Formula 1. În ianuarie 2020, planurile pentru o pistă de curse în Qiddiya au fost confirmate oficial la un eveniment, în care designerul de piste, Wurz, a apărut alături de actualii și foștii piloți de Formula 1 cărora li s-a oferit posibilitatea de a conduce pe configurația circuitului într-un simulator de curse. În timpul evenimentului, s-a confirmat că pista a fost proiectată conform standardelor FIA și FIM Grade 1. La acea vreme, Formula 1 a refuzat să comenteze posibilitatea unei curse.
Marele Premiu al Arabiei Saudite a apărut pentru prima dată în calendarul provizoriu pentru 2021, care a fost prezentat echipelor la o reuniune a Comisiei de Formula 1, care a avut loc în octombrie 2020. Calendarul a păstrat toate cele 22 de curse din calendarul original pentru 2020, cu adăugarea Arabiei Saudite. În noiembrie 2020, a fost anunțat că orașul Djedda va găzdui Marele Premiu al Arabiei Saudite, în colaborare cu Federația Saudită de Automobile și Motociclete iar circuitul Djedda Corniche va fi situat de-a lungul țărmului Mării Roșii.

## Edițiile Marelui Premiu al Arabiei Saudite
Toate edițiile au avut loc pe Circuitul Djedda Corniche.
| An     | Pole position  | Cel mai rapid tur | Pilotul câștigător | Constructorul câștigător   | Raport |
| ------ | -------------- | ----------------- | ------------------ | -------------------------- | ------ |
| 2024   | Max Verstappen | Charles Leclerc   | Max Verstappen     | Red Bull Racing-Honda RBPT | Raport |
| 2023   | Sergio Pérez   | Max Verstappen    | Sergio Pérez       | Red Bull Racing-Honda RBPT | Raport |
| 2022   | Sergio Pérez   | Charles Leclerc   | Max Verstappen     | Red Bull Racing-RBPT       | Raport |
| 2021   | Lewis Hamilton | Lewis Hamilton    | Lewis Hamilton     | Mercedes                   | Raport |
| Sursa: |                |                   |                    |                            |        |

## Statistici
Un pilot a obținut cel puțin un hat-trick (pole position, cel mai rapid tur și victorie într-o cursă): Lewis Hamilton în 2021.
Piloții și echipele îngroșate concurează în sezonul actual de Formula 1.

#### Multipli câștigători
| Victorii | Pilot          | Ani        |
| -------- | -------------- | ---------- |
| 4        | Max Verstappen | 2022, 2024 |

| Victorii | Constructor     | Ani              |
| -------- | --------------- | ---------------- |
| 3        | Red Bull Racing | 2022, 2023, 2024 |

### Multipli deținători depole position
| Pole-uri | Pilot        | Ani        |
| -------- | ------------ | ---------- |
| 2        | Sergio Pérez | 2022, 2023 |

#### Multipli deținători de cel mai rapid tur
| CMRT | Pilot           | Ani        |
| ---- | --------------- | ---------- |
| 2    | Charles Leclerc | 2022, 2024 |